# Il segreto dell'Espadon
Il segreto dell'Espadon (in francese Le secret de l'Espadon) è il primo racconto della serie di fumetti dedicata a Blake e Mortimer e scritto da Edgar Pierre Jacobs nel 1946, apparso inizialmente sulla rivista Le Journal de Tintin diretta dal suo amico e collega Hergé. Quando fu ristampato dopo la fondazione delle Édition Blake et Mortimer venne diviso in tre parti: L'Incredibile inseguimento, L'evasione di Mortimer e SX 1 al contrattacco (1984-1986). Nel 2002 è apparsa l'edizione integrale con l'introduzione di Jean Van Hamme che per le avventure di Blake e Mortimer ha scritto L'affaire Francis Blake e L'Étrange Rendez-vous.

## Trama
In un'epoca imprecisata, probabilmente subito dopo la fine della seconda guerra mondiale, in oriente il temibile "Impero Giallo" conduce una politica aggressiva verso le principali potenze mondiali i cui rappresentanti non pensano possa scoppiare una guerra vera e propria. In Inghilterra, nella fabbrica di Scaw Fell, il professor Philip Mortimer e il capitano Francis Blake stanno lavorando al progetto di un'arma innovativa e straordinaria chiamata appunto "Espadon". Purtroppo la guerra scoppia e l'"Espadon" non è stato ancora portato a termine, il colonnello Olrik vuole così impadronirsi dei suoi piani per mettere l'"Espadon" al servizio dei "gialli" che intanto hanno bombardato con missili le principali capitali del mondo. Blake e Mortimer riescono però a distruggere la fabbrica di Scaw Fell e a portare con sé i piani per raggiungere una base navale britannica segreta. Scatta allora una caccia all'uomo che porterà i due amici a vagare per tutto il medio-oriente fino a Karachi (Pakistan) prima di poter raggiungere la base britannica per portare a termine la costruzione dell'"Espadon". Questa temibile arma (che si rivela essere un aereo) viene terminata in pochi esemplari proprio mentre i gialli assediano la base ormai scoperta. L'entrata in scena di questa nuova arma permetterà così di sconfiggere l'Impero Giallo e di liberarsi dalla sua oppressione.